# مولوية
المولوية أحد الطرق الصوفية السنية. مؤسسها الشيخ جلال الدين الرومي (604 هـ - 672 هـ = 1207 - 1273 م). وهو أفغاني الأصل والمولد، عاش معظم حياته في مدينة قونية التركية، وقام بزيارات إلى دمشق وبغداد. وهو ناظم معظم الأشعار التي تنشد في حلقة الذكر المولوية. واشتهرت الطريقة المولوية بتسامحها مع أهل الذمة ومع غير المسلمين أيّاً كان معتقدهم وعرقهم، ويعدها بعض مؤرخي التصوف من تفرعات الطريقة القادرية.
اشتهرت الطريقة المولوية بما يعرف بالرقص الدائرى لمدة ساعات طويلة، حيث يدور الراقصون حول مركز الدائرة التي يقف فيها الشيخ، ويندمجون في مشاعر روحية سامية ترقى بنفوسهم إلى مرتبة الصفاء الروحي فيتخلصون من المشاعر النفسانية ويستغرقون في وجد كامل يبعدهم عن العالم المادي ويأخذهم إلى الوجود الإلهي كما يرون.
اشتهر في الطريقة المولوية النغم الموسيقي عن طريق الناي، والذي كان يعتبر وسيلة للجذب الإلهي، ويعتبر أكثر الآلآت الموسيقية ارتباطاً بعازفه، ويشبه أنينه بأنين الإنسان للحنين إلى الرجوع إلى أصله السماوي في عالم الأزل.
لا تزال الطريقة المولوية مستمرة حتى يومنا هذا في مركزها الرئيسي في قونية. ويوجد لها مراكز أخرى في إسطنبول، وغاليبولي، وحلب. ورغم منع الحكومة التركية كل مظاهر التصوف إلا أن الجهات الرسمية في تركيا تستخدم مراسم المولوية كجزء من الفولكلور التركي. ويحضر جلسات ذكر المولوية كل من يريد من كل الأجناس ومع كل الأديان ويلقى الجميع تسامحاً ملحوظاً من المولويين.

## مبدأها
يؤمن المولويون بالتسامح غير المحدود، بتقبل الآخرين، التفسير والتعقل الإيجابي، الخير، الإحسان والإدراك بواسطة المحبة. ويقومون بالذكر عن طريق رقص دوراني مصاحبا موسيقى وتسمى السمع والتي تعتبر رحلة روحية تسمو فيها النفس إلى أعماق العقل والحب لترقوا إلى الكمال. وبالدوران نحو الحق، ينمو المريد في الحب، فيتخلى عن أنانيته ليجد الحقيقة فيصل إلى الكمال. ثم يعود من هذه الرحلة الروحية إلى عالم الوجود بنمو ونضج بحيث يستطيع أن يحب كل الخليقة ويكون في خدمتها.
والمريد المولوي يسمى «درويش» والتي تعني الفقير أو الشخص الممتن بأقل الحاجات المعيشية.
وعادة، تمارس طقوس السمع في مكان كان يسمى بالسمعخانة وتعني مكان السمع بالتركية. كما تحولت بعض التكاية إلى ما يسمى بالتكية المولوية بحيث كانت تحتوي على سمعخانة لممارسة الذكر وأماكن لخدمة الدراويش.
ويرتدي الدرويش عباءة سوداء تسمى حركة وتدل على القبر، فوق ألبسة بيضاء فضفاضة تدل على الموت وقبعة عالية بنية اللون تسمى الكلّة.

## منشأها
مؤسسها هو محمد جلال الدين بن حسين بهاء الدين البلخى القونوى البكري، المولود في بلخ بأفغانستان اليوم. عاش جلال الدين عهد اضطرابات وحروب من فتنة جنكيزخان حتى الحروب الصليبية، وما صاحب ذلك من مظاهر القتل والتخريب ومن جانب آخر ظهرت عدة فرق ومذاهب مختلفة مثل المعتزلة، والمرجئة فرأى الرومي ضرورة ظهور دعوة تهدف إلى الحفاظ على الإسلام في النفوس، وحث المسلمين على التماسك والحفاظ على وحدتهم، ومن هنا ظهرت الطريقة المولوية، خاصة وأن مولانا كان قد تتلمذ على يد العارف العالم شمس الدين التبريزى الذي حول مسار مولانا جلال من علم القال إلى علم الحال والخلوة والذكر. قام التبريزى بتدريب الرومي على أصول التوحيد مع الاحتفاظ بالثقافة الشرعية.
وانتشرت المولوية أيام الدولة العثمانية عندما تصاهر الحكام العثمانيون مع المولويون عندما تزوج السلطان بايزيد من دولة حاتوم حفيدة سلطان ولد ابن جلال الدين وأنجبت محمد شلبي الذي أصبح السلطان العثماني محمد الأول بعد أبيه فأقام وقف لهم لدعم أعمالهم كما فعل السلاطين اللاحقين.
وخدم العديد من أتباع المولويون في الدولة العثمانية في مناصب مختلفة. وانتشروا إلى مناطق البلقان وسوريا ولبنان ومصر وفي فلسطين وبالاخص في مدينة القدس. حيث ما زالت تمارس طقوسهم إلى يومنا هذا.
وبنهاية الحكم العثماني، حُظِرت المولوية من قبل أتاتورك وحول مركزها في قونية إلي متحف وأغلق كل السمعخانات والتكاية. وفي عام 1950، أعادت الحكومة التركية الاعتراف بها وسمحت للدراويش بممارسة الرقص الدائري سنويا في 17 ديسمبر ذكرى وفاة الرومي.
والآن، يتولى فاروق حمدان الشلبي، وهو الحفيد العشرون للرومي، أمور الطائفة. كسبت شهرة عالمية من خلال الحفلات التي تقيمها في كل دول العالم.

## الذكر

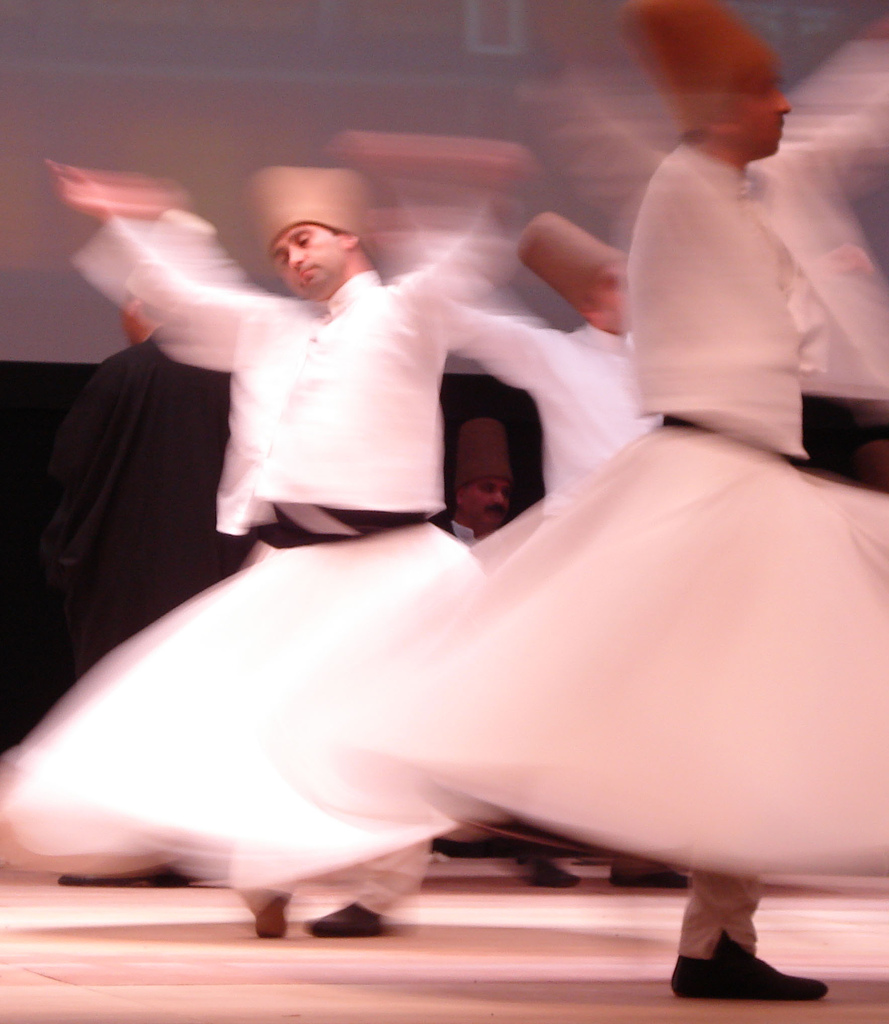
رقص مولوي

الذِكر هو مجموعة من الابتهالات والأدعية والأناشيد الدينية. ولكل حلقة ذكر رئيس يسمى «رئيس الزاوية». وهي قد تسمو لتصبح من أنواع المراقبات الصوفية. ويبدأ الذكر عادة بتلاوة من القرآن الكريم، ثم الابتهالات والأدعية (الأوراد) حسب كل طريقة صوفية. ويبدأ رئيس الزاوية هذه الأوراد بآية (فاعلم أنه لا إله إلا الله). ويقوم أفراد الحلقة بترديدها، ثم يقول مستغيثاً (محمد رسول الله)، ثم تتوالى بعد ذلك فقرات حلقة الذكر ويمنع استخدام الآلآت الموسيقية باستثناء الدفوف والمزاهر.
وكانت حلقات الذكر المولوية تقام في مساجد أنشئت خصيصاً لهذه الطريقة. وتختلف حلقة الذكر في الطريقة المولوية عن غيرها، في أنها تنفرد بالحركة الدائرية التي يقوم بها عدد من الدراويش وفيها تستخدم آلة الناي.

### الرقص الدائري
وتبدأ حلقة الذكر المولوية بتلاوة من القرآن الكريم من أحد المنشدين الجالسين في السدة، ثم يؤدي رئيس الزاوية بعض الأدعية والابتهالات. بعد ذلك ينشد أحد الدراويش شعراً يقول فيه: إذا رمت المنى يانفس رومي لمولانا جلال الدين الرومي وعند كلمة مولانا تضرب ثلاث ضربات، ويبدأ العزف بالنايات، ثم ينهض الدراويش ويبدؤون بالدوران بطريقة فنية خاصة. فينزعون عنهم العباءات ليظهروهم يرتدون ألبسة بيضاء فضفاضة على شكل نواقيس. ويبدؤون بالدوران على ايقاعات الإنشاد الديني ويكون دورانهم سريعاً فتنفرد ألبستهم الفضفاضة وتصبح نتيجة الدوران السريع على شكل ناقوس، ويضعون على رأسهم اللبادة أو القلبق وأثناء الدوران يقومون بأيديهم بحركات لها معان صوفية ويشكلون بأيديهم ورأسهم لفظ الجلالة (الله) ويشترط أثناء الدوران ألا تتلامس أرديتهم.

### الإنشاد
أما الإنشاد المرافق للمولوية فيبدأ بنشيد (يا إمام الرسل ياسندي/أنت باب الله معتمدي/وبدنيايا وآخرتي/يا إمام الرسل خذ بيدي). ثم يردد المنشدون عبارة (مدد مدد يارسول الله/مدد مدد ياحبيب الله..) وتتزايد سرعة الراقصين في الدوران بشكل مذهل حتى تصل إلى قمتها مع ترديد المنشدين لعبارة (يارسول الله مدد/ياحبيب الله مدد) وتتخللها من رئيس الزاوية عبارة (حي) وتختم وصلة الدوران بعبارة (الله الله..الله الله..الله الله يا الله) التي تتردد مرات عديدة قبل أن تختم وصلة الدوران.

## الفن المصاحب للذكر المولوي

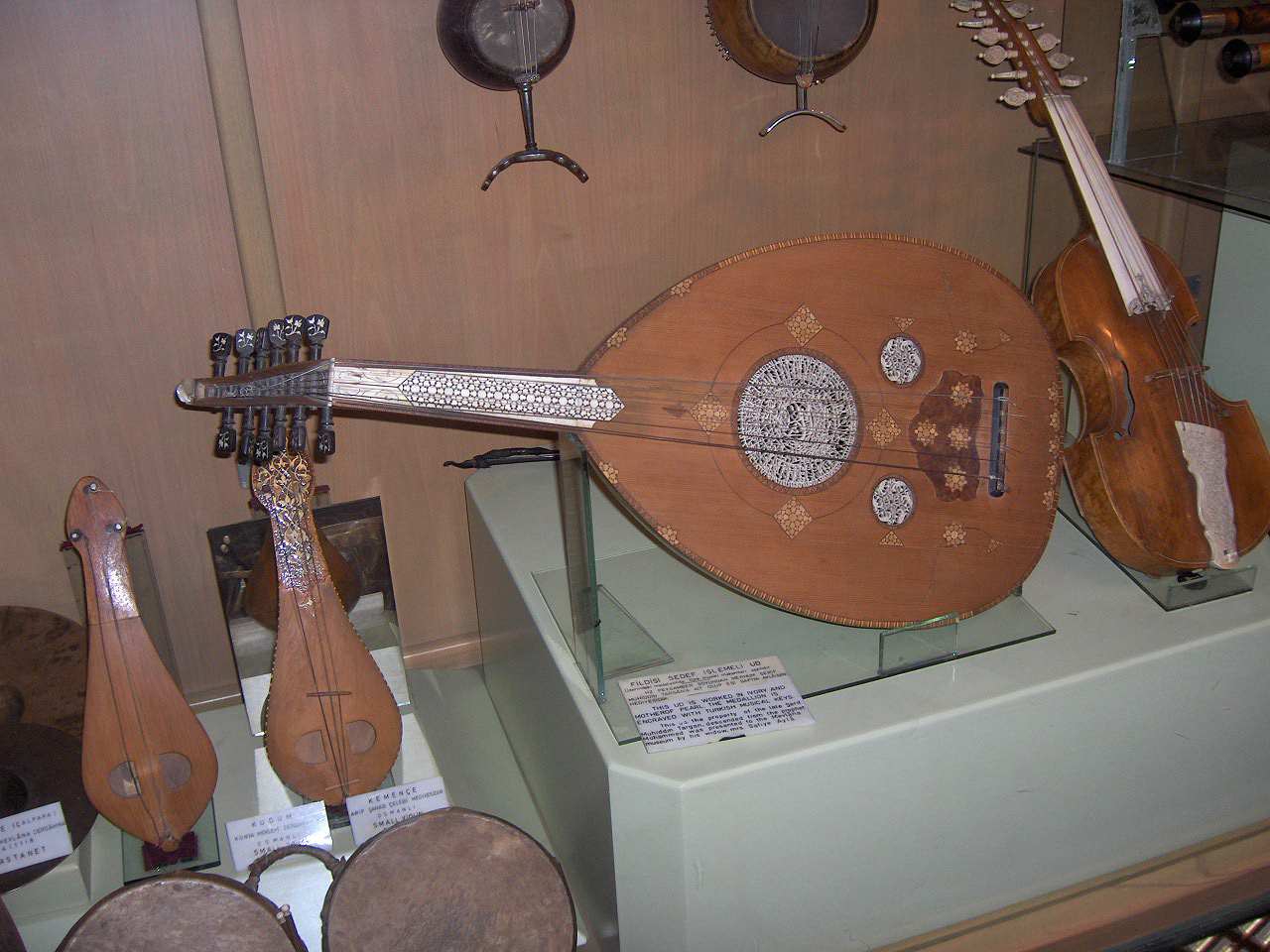
الات موسيقية تستعمل في الذكرتعتبر

الطريقة «المَولوية» الصوفية المسؤولة بالدرجة الأولى عن ظهور واستمرار الموسيقى الدينية الصوفية في تاريخ تركيا القديم والمعاصر على حد سواء. كما أن أشعار وقصائد رجال الصوفية المشاهير مثل: الرومي، وسلطان ولد، ويونس إمره، وسليمان شلبي هي المادة الدسمة وحجر الأساس في تشكيل الموسيقى الصوفية التركية. وكان يطلق تعبير «درويش» داخل الطريقة المولوية على الشخص الذي يبلغ درجة «ده ده ليك» Dedelik، وهي أعلى الدرجات أو الصفات التي تطلق مبالغة على المنتسب القديم للطريقة المَولويّة، حيث "Dede" معناها «الجَدّ».
تعرف الموسيقى الصوفية عند الأتراك عمومًا بإسمين أولهما «سَماع» (بالتركي: Sema) أو السماعي وهو ما يصحب رقصة الدوران ويعتمد على آلات موسيقية بسيطة مثل الناي والدف والساز والقانون والثاني يسمى بالإلاهي (بالتركي: İlahi) ويعتمد على الشعر الموسيقي الذي يصف ويمدح صفات الله وتحتوي على أدعية.
ومن الأشكال المنتشرة في الوقت الحالي في الموسيقى الصوفية التركية: المجموعات المنشدة (بالتركي: Şarkılar Gorupu)، وهي مجموعات تتكون من خمسة إلى عشرة رجال يرتدون ملابس موحدة، ويقومون بالغناء أو الإنشاد الديني دون أي أدوات موسيقية، ولكن ينشدون على مقام موسيقي واحد لا يتغير، يتبادل أفراد المجموعة الإنشاد المنفرد، ثم يعودون مجدداً بين الحين والآخر للإنشاد الجماعي داخل الجوامع الكبيرة في المناسبات الإسلامية والاحتفالات العائلية والاجتماعية.

## المولوية في العالم

### في تركيا
بدأت المولوية بعهد السلجوقيين في قونيا. وانطلاقتها من هناك أثر في الفن والتدين التركي. ومنها انتشرت في أماكن أخرى من البلاد الإسلامية.
وقد أخذت الموسيقى التركية الصوفية الكثير من أشعار وقصائد كتابي «مثنوي» و«ديوان الكبير» للرومي. ويقول ناصر عبد الباقي ده ده بأن الفضل في الموسيقى الصوفية التركية القديمة يرجع للمولوية، وإن أغلب مشاهير الموسيقى التركية كانوا مريدين في زوايا المولوية. ومنهم مصطفى أفندي، ومحمد زكائي، ونيزن صالح، وحسين فخر الدين، وأحمد عوني كونوك.
ومن المشاهير في فن الموسيقى الدينية الصوفية درويش عمر أفندي الذي عاش في القرن السادس عشر وتعرف على سلاطين مثل سليم الثاني وسليمان القانوني وهو الذي اشتهر بالغناء عبر نوعين من الموسيقى الصوفية هما «بَشرو» (Peşrev)، وهو عبارة عن المقطع الموسيقي المكون من أربعة أجزاء والذي يأتي بعد المقدمة الموسيقية في موسيقى الشرق، و«أوج» (Evc) وهو عبارة عن مقام موسيقي مُركب.
من مشاهير القرن العشرين في موسيقى التصوف التركية: سعد الدين هبر (1899-1980م) وهو أحد أبرز الموسيقيين الأتراك في الموسيقى المولوية. وفي الفترة ما بين الثمانينيات ونهاية التسعينيات من القرن الماضي برز منشدون في الغناء والموسيقى الدينية أمثال: يلديريم جورسَس، وأحمد أوزجان، وعبد الرحمن أونول، ومصطفى دميرجي، ومحمد أمين آي، وحسن دُرسُن، كما ظهرت مطربة أو منشدة دينية في نهاية عام (2001م/1422هـ) تسمى سَربيل جوك دَرَه، وهي أول امرأة تركية تقوم بالإنشاد والغناء الديني في تاريخ تركيا المعاصر.

### في سوريا

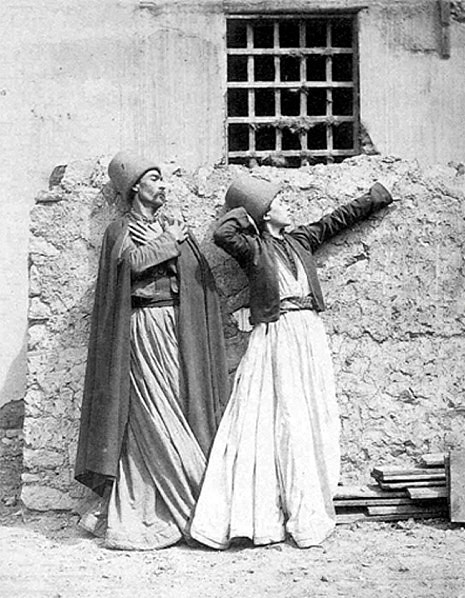
دراويش شاميين من القرن التاسع عشر - تصوير هارتاتت

المولوية إلى بلاد الشام مع العثمانيين. وكان أهل الشام يلفظون اسهم كـ«مِلَوِيين». اشتهرت المولوية في مدينة حلب وكان لها جوامع وزوايا منها جامع المولوية في باب الفرج بحلب، وجامع المولوية بدمشق في أول شارع النصر مقابل محطة الحجاز، والجامعان لا يزالان موجودان. منها جامع المولوية في باب الفرج بحلب، وجامع المولوية بدمشق في أول شارع النصر مقابل محطة الحجاز، والجامعان لايزالان موجودان.
وقد تحولت المولوية إلى فقرة فنية مستقلة تقدمها الفرق الفنية، منها فرقة أمية للفنون الشعبية وفرقة الحاج صبري مدلل.
أما في دمشق، فقد ظل الإنشاد الديني محصوراً ضمن حلقات الأذكار إلى أن جاء الشيخ عبد الغني النابلسي الدمشقي (1641-1731) فأخرج الإنشاد من الزوايا وجعله فناً مستقلاً وهو الذي تخرج من الطرق الصوفية، فأخذ الطريقة الكيلانية عن الشيخ عبد الرزاق الحموي الكيلاني، وأخذ الطريقة النقشبندية عن الشيخ سعيد البلخي لكنه كان يتبع الطريقة القادرية. وأبدع الشيخ النابلسي الكثير من الموشحات الدينية الجميلة، منها موشح يقول: يا جمال الوجود طاب فيك الشهود البرايا رقود إن عيني تراك ما لقلبي سواك وهو الذي وضع تقاليد الجامع الأموي بدمشق مثل الصمدية الشريفة التي تفصل ما بين الأذان الأول والثاني عند صلاة الجمعة، وهو واضع التسابيح والتراحيم التي تسبق أذان الفجر.
ويقول مطلع التسابيح:
سبحان الأول بلا بداية سبحان الآخر بلا نهاية سبحان من له في كل سورة آية تدل على أنه واحد أحد فرد صمد دائم على الدوام
أما التراحيم فمطلعها:
يا أرحم الراحمين يا قابل التائبين يا غياث المستغيثين يا سند العاجزين يا أكرم الأكرمين
وكذلك وضع النابلسي الأذان الجماعي في الجامع الأموي الذي تؤديه جماعة المؤذنين في المسجد ولا تزال هذه الطقوس متبعة حتى الآن في المسجد الأموي. والنابلسي ومحمد نعيم أبوحرب أيضاً مؤسسا طريقة الإنشاد الديني المعروف حالياً في دمشق. وقد تتلمذ على يديهما الكثير من المنشدين، وشكلوا فرق الإنشاد التي تؤدي موشحاته وأضافوا عليها موشحات جديدة من ألحانهم وقد عرفت دمشق في القرن العشرين العديد من المنشدين الكبار، منهم مسلم البيطار وسعيد فرحات وتوفيق المنجد الذي كان لكل منهم فرقته الإنشادية الخاصة، ثم كونوا مع بعضهم رابطة المنشدين الخاصة بالجامع الأموي. وسعيد فرحات أبدع الكثير من الموشحات الدينية البديعة التي لا تزال تقدمها فرق الإنشاد وكان في نفس الوقت منشداً جميل الصوت وتوفيق المنجد كان أكثرهم شهرة بصوته الصداح فقد كان له فرقته الخاصة كما تولى رئاسة رابطة المنشدين في الجامع الأموي حتى رحيله عام 1989 وانضم إلى رابطة المنشدين سليمان داوود وحمزة شكور وعبد الوهاب أبوحرب الذي يتولى حالياً رئاسة رابطة المنشدين ويقوم بجهود كبيرة لنشر تقاليد الإنشاد الديني الدمشقي من خلال فرقته الخاصة، ومن خلال رابطة المنشدين ومن المنشدين الأساسيين في رابطة المنشدين حالياً إضافة إلى حمزة شكور عبد الوهاب أبو حرب وحامد داوود بن سليمان داوود ومحمد الشيخ. وتقوم رابطة المنشدين بإحياء المناسبات الدينية مثل ذكرى المولد النبوي الشريف، وليلة الإسراء والمعراج وليلة النصف من شعبان ولكل مناسبة من هذه المناسبات أناشيدها الخاصة كما تحيي فترة السحور في الجامع الأموي الكبير في دمشق.
ويوضّح مدرّب طقوس المولويّة السوري عمر الطيّان العقّاد معاني ورموز الأزياء والحركات المولوية في قوله: « الدائر يضع على رأسه اللبادة (السكّة) وتمثل شاهدة قبر النفس الأمّارة، والتنورة البيضاء تمثل كفنها وعندما يخلع جبته السوداء يكون قد بعث وولد في عالم الحقيقة، فيبدأ الدائر سيره وسلوكه الروحاني ويتقدم فيه. وفي بداية السماع يضع ذراعيه على جسمه بشكل متعارض وبذلك يشهد الدائر بوحدانيّة الله عزّ وجل ويمثل الرقم (1)،ولدى مباشرته حركة الدوران يفتح ذراعيه متضرعاً لله وتكون يده اليمنى متوجهة نحو السماء (الأعلى) مستعداً لتلقي الكرم الالهى ويده اليسرى التي ينظر إليها متوجهة نحو الأرض ليعطي الناس ما يتلقاه من إحسان الله عزّ وجل، ثم يفتح ذراعيه وكأنه يحتضن المخلوقات جميعاً».

كما ويوضّح المنشد السوري حمزة شكّور بعض مجريات الاحتفال المولوي أو مجالس السماع، التي ماتزال تقام في سوريا، بقوله: «
أحن شوقاً إلى ديار سلمى.
ثم تتابع الموشحات وترديد لفظ الجلالة والتوسلات والمدد، ويبدأ دوران الدراويش عندما يبدأ الشيخ بموشح:
يا من يراني في علاه ولا أراه.
يا من يجير المستجير إذا دعاه.
».

### في مصر
كان يدعى اتباع المولويون في مصر الدراويش أوالجلاليون نسبة إلى جلال الدين الرومي. كما عرفوا بدراويش البكتاشية والذين هم من أصل تركي. وكان مكان تجمع المولويون يسمى التكية المولوية أو تكية الدراويش أو السمعخانة (أي مكان الإنصات). وتعد التكية المولوية بالقاهرة أول مسرح بمصر والشرق وربما بالعالم كله، إذ ترجع عروض فرقة الدراويش المولوية إلى العصر العثماني ابتداء من القرن السادس عشر الميلادي- العاشر الهجري- وترجع المباني الأثرية إلى داخل مبنى التكية إلى عام 1315م، أي في بدايات القرن الرابع عشر الميلادي. وكان الهدف الأول للتكية إيواء وإطعام الدراويش المنقطعين للعبادة والفقراء. وتتألف «التكية» من عدة أجنحة، منها المسجد والأضرحة والمدرسة المخصصة لتعليم الأولاد القرآن والخط.
وهناك تكية كهف السودان الذي اتخذته طائفة المولوية زاوية لهم في القرن الخامس عشر الميلادي ثم انتقلوا منه إلى المدرسة السعيدية في عهد الدولة العثمانية. وكان من شيوخ هذه التكية الشريف نعمة الله الحسيني شيخ زاوية كرمان الجلالية الذي قدم إلى مصر سنة 820هـ ولما مات الشيخ الحسيني قام بتجديد كهف السودان أو التكية الشريف نور الدين أحمد الأيجي ثم آلت التكية بعد ذلك إلى دراويش البكتاشية وهي طريقة أناضولية دراويشها من الأتراك عملت الدولة العثمانية منذ قيامها على حمايتها وتنسب هذه الطريقة إلى «حاجي بكتاش» ويرجع تاريخها إلى القرن التاسع الهجري الخامس عشر الميلادي.
وكان معظم المنشدون المولويون في مصر ينشدون الموشحات الدينية في حدود مقامات الراست والبياتي والصبا دون مصاحبة آلية، وكان البعض الآخر يؤدون الموشحات بمصاحبة بعض الآلات: كالناي، والكمان؛ وكان رجالها يلقون الألحان الدينية بلغتهم التركية في تكاياهم بمصاحبة الناي. وكان المنشدون المصريون يؤدون الموشحات بمساعدة مجموعة من ذوي الأصوات الجميلة يطلق عليها لقب البطانة، فالموشح الديني عبارة عن حوار وتبادل إنشادي بين المغني وبطانته. ومن رواد التلحين لهذا اللون الغنائي (الموشح الديني) «زكريا أحمد»، الذي جاءت ألحانه قريبة من الابتهالات الدينية، و«كامل الخلعي» الذي التزم في تلحينه للموشح الديني بوضعه على إحدى ضروب الموشحات الغنائية العاطفية. ويعتبر شمس فريدلاندر الاستاذ في الجامعة الأمريكية بالقاهرة مؤلف كتاب «دوامة الدراويش» أحد مريدي الطريقة المولوية.

## في ألمانيا
تتواجد المولوية في ألمانيا كذلك، ويتزعمها الشيخ عبد الله هاليس "abdullah halis dornbrach"، وهو ألماني الأصل، ولد في برلين عام 1945، ونشأ بها، واعتنق الإسلام عام 1965، بعد أن شعر في نفسه باستحالة الاستمرار على النصرانية، والتي مرّ في اعتناقها على الكاثوليكية التي كانت طائفة والدته، ولم يستطع المواصلة، ثم عرّج على البروتستانتية والتي كانت طائفة والده، ثم جرّب الخروج عن النصرانية إلى البوذية، ولكنه أيضاً لم يجد مبتغاه، فكانت تجربة الإسلام خير ختام لرحلة الشك والتطواف في البحث عن الحقيقة.
والشاهد أن هذه الطائفة تتواجد في مدينة تريببوس "trebbus"، وهي مدينة صغيرة في جنوب غرب برلين، وتبعد عنها مسافة 116 كيلو، وهي مدينة صغيرة، وعدد سكانها لا يتجاوز الثلاثمائة نسمة.
وفيها منزل الشيخ عبد الله هاليس، وفيه تقام حلقات الذكر، والتي يقدم إليها أتباع الطائفة من أماكن متعددة، وفيهم شرائح مختلفة، ومن بينها مثقفون ومثقفات ألمان متحولون إلى الإسلام، أو ألمان من أصول تركية، كصبرية بالم "sabriyah palm " ودوروتيه بالم "dorothee palm"، وهما مثقفتان ولهما مشاركات معرفية في الدفاع عن الإسلام باللغة الألمانية.
والحلقة في هذا المولوية عند الشيخ عبد الله هاليس تبدأ بعد الصلاة بالقيام ببعض الحركات من الانحناء إلى الأمام ثم إلى اليمين واليسار، ويصاحب ذلك الضرب بالدف، وتتزايد سرعة الضرب عليه شيئاً فشيئاً، مع ترديد عبارة «لا إله إلا الله»، وهكذا.
والطائفة المولوية هذه ذات سمعة حسنة في مدينتها، بحسب مؤلفة كتاب المد الإسلامي في ألمانيا.